# Dramaworld
Dramaworld est une série télévisée de genre comédie dramatique, essentiellement tournée à Los Angeles, aux États-Unis et à Séoul, en Corée du Sud. Elle est diffusée depuis le 17 avril 2016 sur Viki, et à l'international sur Netflix.
En juin 2018, la production d'une deuxième saison de dix épisodes d'environ 22 minutes est annoncée. Elle a été mise en ligne le 2 avril 2021.

## Contenu
La série suit les aventures de Claire Duncan, étudiante américaine, immense fan des séries dramatiques coréennes. Elle se retrouve aspirée miraculeusement dans son show préféré.
Dramaworld est une coproduction entre la plateforme de streaming vidéo Viki, China’s Jetavana Entertainment, South Korea's EnterMedia Contents et US Third Culture Content. Les trois premiers épisodes de la première saison furent diffusés en avant-première au Ace Hotel, à Los Angeles, le 16 avril 2016. Elle fut suivie, le lendemain, d'une sortie mondiale et exclusive sur Viki et Netflix,.
Presque tous les épisodes comprennent des caméos de stars populaires de la K-pop et de la K-drama, comme Choi Siwon, membre du groupe de musique, Super Junior, qui a joué dans The King of Dramas et She Was Pretty, et Han Ji-min, actrice principale de la série Padam Padam et de la série comédie romantique, Rooftop Prince.

## Synopsis
Claire Duncan, une étudiante de 20 ans, est obsédée par les drames coréens. Alors que la plupart de ses colocataires font la fête, elle reste collée à l'écran à regarder son acteur dramatique préféré, Joon Park, dans Taste of Love. Les jours de veille de Claire, tristement, ne sont pas aussi passionnants que ceux décrits dans le monde des drames coréens. Entre le travail et l'école, sa seule échappatoire est le glamour et l'excitation de Taste of Love, et le charme et le look de Joon Park. Claire passe presque tout son temps à souhaiter qu'il franchisse le seuil de sa porte. Son monde, cependant, est bouleversé lorsque, comme par magie, elle se retrouve aspirée dans son téléphone et transportée dans son drame coréen préféré. Coincée à l'intérieur de Dramaworld, Claire trouve enfin l'occasion de rencontrer son idole en chair et en os. Mais depuis qu'elle est devenue l'un des personnages principaux de la série, elle ne peut plus simplement regarder les événements se dérouler, elle doit aussi y participer.

## Distribution
- Liv Hewson : Claire Duncan
- Sean Dulake (en) : Joon Park
- Justin Chon : Seth Ko
- Nuri Bae (en) : Seo-Yoon
- Kim Sa-Hee : Ga-In
- Woo Do-hwan : Le fleuriste / Un ami de Seo Yeon
- Daniel Dae Kim : Doug
- Henry Lau : Woo-Sung
- Ha Ji-won : Ji-won (saison 2)
- Brett Gray (en) : Evan (saison 2)
- Man-Sik Jung (en) : Hyun (saison 2)
- Myeong-Been Choi (en) : Sam (saison 2)

### Caméo
| Saison 1              |  |  | Saison 2         |
| --------------------- |  |  | ---------------- |
| Choi Si-won           |  |  | Song Jin-Woo     |
| Han Ji-min            |  |  | Han Hyo-joo      |
| Kim Ji Sook           |  |  | Kim Dong-jun     |
| Lee Ji-ah             |  |  | Ahn So-hee       |
| Yang Dong-geun        |  |  | Kevin Woo        |
| Sam Hammington (en)   |  |  | Park Sung-hoon   |
| Sun-Hyuk Kim          |  |  | Lee Jung-jae     |
| Park Jin-joo          |  |  | Lee Jong-hyun    |
| Ji Il-joo             |  |  | Kim Da-som       |
| Lee Jung Hyuk         |  |  | Kim Yoon-ji      |
| Kim Byoung Cheol (en) |  |  | Yoon Bora        |
| Lee Sae Byul          |  |  | Lee Hee-Jun (en) |